# Гай Манилий
Гай Манилий Крисп (на латински: Gaius Manilius Crispus) е политик на Римската република през втората половина на 1 век пр.н.е. Произлиза от фамилията Манилии, клон Крисп.
През 66 пр.н.е. той е народен трибун с колега Гай Мемий. Автор е на закона Lex Manilia, който обслужва Помпей Велики с един imperium extraordinarium (извънредно главно командване) във войната против Митридат VI от Понт и Тигран II от Армения. Против този закон говори Квинт Хортензий.